# Mistrzostwa Szwecji w Skokach Narciarskich 2018
Mistrzostwa Szwecji w Skokach Narciarskich 2018 – zawody rozegrane w styczniu i lutym 2018 roku na skoczniach Lugnet w Falun oraz Hallstabacken w Sollefteå w celu wyłonienia najlepszych skoczków w kraju.
20 stycznia na skoczni normalnej odbyły się trzy konkurencje: wśród mężczyzn mistrzem kraju został Josef Larsson, a kolejne miejsca na podium zajęli Marcus Flemström i Olof Lundgren. Do startu zgłosiło się 7 zawodników. Równocześnie z konkursem mężczyzn został rozegrany o mistrzostwo kobiet, w którym wystąpiły jedynie dwie zawodniczki: najlepszą okazała się Astrid Moberg, która pokonała o siedem punktów Johnna Mohlén. Tytuł wśród drużyn zdobyła ekipa Sollefteå GIF, przed Holmens IF i Sollentuna BHK.
Miesiąc później na dużej skoczni rozegrano konkursy indywidualne mężczyzn oraz kobiet. Wśród panów tytuł zdobył czwarty na normalnej skoczni Simon Eklund, przed Lundgrenem i Larssonem. Ponadto sklasyfikowano jeszcze Flemströma i Sebastiana Devalla. W rywalizacji pań zwyciężyła Moberg przed Mohlén.

## Wyniki

### Mężczyźni

#### Konkurs indywidualny na skoczni HS100 (20.01.2018)
| Miejsce | Zawodnik           | Klub           | Skok 1 | Skok 2 | Punkty |
| ------- | ------------------ | -------------- | ------ | ------ | ------ |
| 1.      | Josef Larsson      | Sollefteå GIF  | 92,5 m | 91,5 m | 230,5  |
| 2.      | Marcus Flemström   | Sollefteå GIF  | 80,5 m | 82,5 m | 185,5  |
| 3.      | Olof Lundgren      | Holmens IF     | 78,5 m | 79,0 m | 174,5  |
| 4.      | Simon Eklund       | Holmens IF     | 77,5 m | 77,5 m | 162,0  |
| 5.      | Sebastian Devall   | Sollentuna BHK | 76,5 m | 74,5 m | 154,0  |
| 6.      | Jonathan Swedberg  | Sollentuna BHK | 70,5 m | 70,5 m | 130,0  |
| 7.      | Andreas Gustafsson | Sollentuna BHK | 61,5 m | 64,0 m | 99,5   |

#### Konkurs drużynowy na skoczni HS100 (20.01.2018)
| Miejsce | Klub           | Zawodnik           | Punkty |
| ------- | -------------- | ------------------ | ------ |
| 1.      | Sollefteå GIF  | Josef Larsson      | 410,0  |
| 1.      | Sollefteå GIF  | Marcus Flemström   | 410,0  |
| 2.      | Holmens IF     | Simon Eklund       | 341,0  |
| 2.      | Holmens IF     | Olof Lundgren      | 341,0  |
| 3.      | Sollentuna BHK | Andreas Gustafsson | 227,0  |
| 3.      | Sollentuna BHK | Jonathan Swedberg  | 227,0  |

#### Konkurs indywidualny na skoczni HS120 (18.02.2018)
| Miejsce | Zawodnik         | Klub           | Skok 1  | Skok 2  |
| ------- | ---------------- | -------------- | ------- | ------- |
| 1.      | Simon Eklund     | Holmens IF     | 103,0 m | 109,0 m |
| 2.      | Olof Lundgren    | Sollefteå GIF  | 100,5 m | 106,0 m |
| 3.      | Josef Larsson    | Holmens IF     | 103,0 m | 97,5 m  |
|         | Marcus Flemström | Holmens IF     | b.d.    | b.d.    |
|         | Sebastian Devall | Sollentuna BHK | b.d.    | b.d.    |

### Kobiety

#### Konkurs indywidualny na skoczni HS100 (20.01.2018)
| Miejsce | Zawodniczka   | Klub             | Skok 1 | Skok 2 | Punkty |
| ------- | ------------- | ---------------- | ------ | ------ | ------ |
| 1.      | Astrid Moberg | IF Friska Viljor | 75,5 m | 78,0 m | 164,5  |
| 2.      | Jonna Mohlén  | IF Friska Viljor | 77,0 m | 77,5 m | 157,5  |

#### Konkurs indywidualny na skoczni HS120 (18.02.2018)
| Miejsce | Zawodniczka   | Klub             | Skok 1 | Skok 2 |
| ------- | ------------- | ---------------- | ------ | ------ |
| 1.      | Frida Westman | IF Friska Viljor | b.d.   | b.d.   |
| 2.      | Astrid Moberg | IF Friska Viljor | b.d.   | b.d.   |